# José Tiago Correia Soroka
José Tiago Correia Soroka é um ladrão e assassino em série brasileiro condenado a 104 anos de prisão pela morte de três homens gays, um em Santa Catarina e dois no Paraná. Ele está preso desde 2021.
Ele é também algumas vezes chamado como "Coringa" ou "Japa".

## Biografia
Pai de dois filhos, Soroka nasceu no município de Palmas, no sul do Paraná, tendo se mudado ainda na infância para Abelardo Luz, Santa Catarina, onde cometeu o primeiro assassinato. Na época dos crimes, morava em Almirante Tamandaré, na Região Metropolitana de Curitiba.
Soroka já tinha antecedentes criminais, por roubo, em 2015 e 2019, e também uma medida protetiva que havia sido pedida por uma ex-namorada.

## Crimes
Soroka matou três homens, todos homossexuais que moravam sozinhos. Ele marcava encontros por aplicativos de relacionamento e quando chegava à residência das vítimas, as sufocava e depois roubava seus pertences.
- Robson Olivino: professor, morto no dia 16 de abril de 2021, em Abelardo Luz, Santa Catarina.[4]
- David Júnior Alves Levisio: enfermeiro, morto no dia 27 de abril de 2021, em Curitiba.
- Marco Vinício Bozzana da Fonseca: estudante de medicina, assassinado no dia 4 de maio, em Curitiba.

## Investigações e prisão
Em 11 de maio, no bairro Bigorrilho, em Curitiba, Soroka tentou fazer sua quarta vítima, um arquiteto. No entanto, o homem conseguiu escapar e procurou a polícia. Imagens de câmeras de segurança depois ligaram Soroka aos locais dos outros crimes, além dele ter sido identificado pela vítima que conseguiu fugir. As mesmas imagens foram divulgadas pela polícia para ajudar na busca pelo criminoso, que estava foragido. Soroka acabou sendo encontrado e preso no bairro Capão Raso, em Curitiba, no dia 29 de maio de 2021.

Um dos delegados que inicialmente investigou os crimes, Thiago Nóbrega, relatou o comportamento do criminoso em relação às mortes:
“Ele teve a frieza de falar para a vítima, enquanto ela estava sob seu poder, de que ele era o coringa. A vítima até o questionou. Ele falou, eu gosto de matar. Eu mato porque eu gosto",
A delegada Camila Cecconello, que também trabalhava no caso na época, detalhou o modus operandi adotado pelo crimimoso:
“Ele age do mesmo modo há 30 dias, sempre com homossexuais. Ele vai até a casa das vítimas e lá pega a pessoa desprevenida, dá um mata leão, a sufoca com travesseiro ou coberta e leva pertences da vítima após o assassinato”

## Julgamento e pena
Aos 33 anos de idade, Soroka foi a julgamento em julho de 2022, quando em sentença proferida pela juíza Cristine Lopes no dia 8 foi condenado a 104 anos e quatro meses de prisão pelos crimes de latrocínio, roubo agravado e extorsão.